# Пітер Койоті
Пітер Койоті (англ. Peter Coyote; 10 жовтня 1941) — американський актор.

## Біографія
Пітер народився 10 жовтня 1941 року в Нью-Йорку. У 1964 році закінчив Гріннелльський коледж зі ступенем бакалавра англійської літератури. Навчався у престижній Письменницькій майстерні в Айові, закінчив університет Сан-Франциско зі ступенем магістра літератури. Потім навчався в Акторської студії Сан-Франциско, грав і був режисером у радикальному політичному вуличному театрі San Francisco Mime Troupe.
У кіно дебютував у 1980 році, зіграв у двох фільмах «Загадай мені загадку» і «Алькатрас: Приголомшлива історія». Найбільш відомі його ролі в таких фільмах, як «Іншопланетянин» (1982), «Зазублене лезо» (1985), «Людина всередині» (1990), «Гіркий місяць» (1992), «Вершина світу» (1997), «Сфера» (1997), «Поспішайте любити» (2002).
Пітер Койоті займається політичною і громадською діяльністю. З 1975 по 1983 рік був членом, а з 1976 року і головою Ради по культурі штату Каліфорнія. Член Американської Академії кіномистецтва, Гільдії кіноакторів та інших професійних організацій, відомий своєю активною політичною позицією.
З 24 квітня 1977 по 1998 рік був одружений з Мерілін Макканн, народилося двоє дітей. З 1998 року у шлюбі зі Стефані Пліт.

## Фільмографія
| Рік       |    | Українська назва          | Оригінальна назва                            | Роль                                    |
| --------- | -- | ------------------------- | -------------------------------------------- | --------------------------------------- |
| 1980      | ф  |                           | Die Laughing                                 | Девіс                                   |
| 1981      | ф  | Південна гостинність      | Southern Comfort                             | Пул                                     |
| 1982      | ф  | Гонщик у часі             | Timerider: The Adventure of Lyle Swann       | Портер Різ                              |
| 1982      | ф  | Іншопланетянин            | E.T. the Extra-Terrestrial                   | Кейс                                    |
| 1982      | ф  | Загроза зникнення видів   | Endangered Species                           | Стіл                                    |
| 1983      | ф  |                           | Strangers' Kiss                              | Стенлі                                  |
| 1985      | ф  | Зазублене лезо            | Jagged Edge                                  | Томас Красні                            |
| 1993      | ф  | Гіркий місяць             | Bitter Moon                                  | Оскар                                   |
| 1993      | ф  | Кіка                      | Kika                                         | Ніколас                                 |
| 1995      | ф  | Місячне сяйво і Валентино | Moonlight And Valentino                      | Пол                                     |
| 1996      | ф  | Незабутній                | Unforgettable                                | Дон Бреслер                             |
| 1997      | ф  | Вершина світу             | Top of the World                             | Док «М'ясник»                           |
| 1998      | ф  | Сфера                     | Sphere                                       | капітан Гарольд Барнс                   |
| 1998      | ф  | Цілитель Адамс            | Patch Adams                                  | Білл Девіс                              |
| 1999      | ф  |                           | Execution of Justice                         | Гарві Мілк                              |
| 2000      | ф  | Ерін Брокович             | Erin Brockovich                              | Курт Поттера                            |
| 2002      | ф  | Фатальна жінка            | Femme Fatale                                 | Брюс Воттс                              |
| 2002      | ф  | Пам'ятна прогулянка       | A Walk To Remember                           | преподобний Салліван                    |
| 2003      | ф  | Щасливої дороги!          | Bon voyage                                   | Алекс Вінклер                           |
| 2003      | ф  | Нортфорк                  | Northfork                                    | Едді                                    |
| 2004      | с  | Дедвуд                    | Deadwood                                     | генерал Крук (епізод: "Sold Under Sin") |
| 2004—2006 | с  | 4400                      | The 4400                                     | Денніс Райленд (14 епізодів)            |
| 2005      | ф  | Повернення живих мерців 4 | Return of the Living Dead: Necropolis        | дядя Чарльз                             |
| 2005      | ф  | Повернення живих мерців 5 | Return of the Living Dead: Rave to the Grave | дядя Чарльз                             |
| 2005      | ф  | Тихий омут                | Deepwater                                    | Герман Фінч                             |
| 2012      | тф | Гемінґвей та Ґеллгорн     | Hemingway & Gellhorn                         | Максвелл Перкінс                        |
| 2014      | ф  | Хороше вбивство           | Good Kill                                    | Ленглі                                  |
| 2015      | с  | Блакитна кров             | Blue Bloods                                  | сенатор МакКрірі (епізод: "Payback")    |
| 2020      | с  | Правило Комі              | The Comey Rule                               | Роберт Мюллер (2 епізоди)               |